# Endurance cardiovasculaire
L'endurance cardiovasculaire est la capacité de poursuivre pendant un certain temps un effort modéré sollicitant l'ensemble des muscles.
La marche, la natation, le cyclisme, la musculation ou encore le ski de fond sont des activités demandant plus ou moins d'effort du système cardiovasculaire. Lorsqu'elles sont pratiquées régulièrement,  elles permettent d'améliorer la capacité cardiovasculaire. En cas de tenue sur un certain terme, elle peut pousser à l'échec musculaire (fibrillation des muscles et chute de la tension musculaire).